# Kugnis
Les Kugnis (ou Bacougni, Bacoungni, Bakougni, Bakouni, Bakuni, Bakunyi, Kougni, Kounyi, Kuni, Kunyi) sont une ethnie de la République du Congo. Ils font partie du groupe Kongo, et parlent le Kikugni.

## Histoire
Selon la tradition orale, les Kugni descendent de la branche Kongo de Vungu : « Ba kaka béto bafumina ku tsi bi wunda  bia Nimi », ce qui se traduit par : « Nos ancêtres proviennent (sont originaires) du pays des ancêtres de Nimi ». Ce pays des ancêtres de Nimi Lukeni est Vungu (dans le nord Mayombe, le berceau du Kongo-dia-Ntotila).
Les Kugni descendraient des Kongo dia ntété, le groupe d'hommes originaire du nord-est du Mayombe qui a franchi le fleuve à Nsangila avec à sa tête Nimi Lukeni, pour s'établir dans le pays des cultivateurs où ils fondèrent avec les sujets du chef Nsaku le royaume du Kongo-dia-Ntotila. 
En 1568, lorsque le Kongo-dia-Ntotila est ravagé par les Yakas et sa capitale Mbanza-Kongo détruite, des groupes de Kongo, dont des Kunyi, quittent le plateau angolais. Un grand groupe de Kunyi monte vers le nord, conduit par le sage Ntomi Bunzi. Après le passage du fleuve à Kibunzi, où selon la légende Ntomi Bunzi aurait asséché le lit du fleuve en se frappant le haut de la cuisse où étaient attachés des talismans — la similarité de cette légende avec le récit hébreu est frappante, et pourrait s'expliquer par la christianisation déferlante qui a marqué cette époque —, certains clans seraient restés dans la zone de Muanda (Mboma Kongo, Yombe), mais d'autres, fuyant les côtes où sévissaient les rapts négriers, auraient continué jusqu'à Dimba'a Niadi (la vallée du Niari ; Niari étant une altération phonétique Bémbé). Un autre groupe de Kunyi, conduit par Kinanga, aurait rejoint ce premier groupe.
Durant les siècles de la traite des esclaves, les relations de sang avec les Vili, qui contrôlaient la côte de Loango, leur ont assuré le contrôle du couloir menant de l'hinterland vers Loango, évitant ainsi de voir leurs propres fils disparaître à la suite des rapts.
À la fin du XIXe siècle et au début du XXe siècle, le Pays Kugni, comme nombre des contrées du Sud-- Congo, a payé un lourd tribut humain à la pandémie de la trypanosomiase qui s'était répandue dans la région. Des villages entiers furent décimés ; c'est le cas de Mbanza-Luvizi.
Lubomo (qui signifie « fortin »), dans le Niari, est la plus grande cité Kugni.
Les Kugnis se retrouvent aujourd'hui dans tout le sud du Congo, et représentent environ 7 à 8 % de la population congolaise.

## Clans
Ci-dessous quelques clans et sous-clans Kugni :
Au gré de l’histoire qui fut celle du sud du Congo au XIXe siècle, nombre des clans et sous-clans Kugni ont intégré en leur sein des descendants d’hommes et de femmes capturés ou achetés comme esclaves dans les contrées Kamba, Béembé, et surtout Téké. 
Les enfants des Mutela (« esclaves ») devenaient des Mahika (« un fils d’esclave » – Muhika – que l’on mariait dans le sous-clan).
Les enfants des Mahika et leurs descendants ultérieurs devenaient des Bifula' et appartenaient au clan (Kifumba), au sous-clan (Nzo) et au lignage (Diku ou Vumu) de leur Mfumu.
Ils pouvaient ainsi hériter de leur maître, si celui-ci n’avait pas d’héritier dans son sous-clan ; mais ils demeuraient des Bifula, et ne pouvaient pas par exemple devenir des Nzonzi.
Les Bisi Nsanga, par exemple, ont intégré nombre de Tsangui et de Nzabi.

## Traditions

### Vie familiale
Toute la vie familiale des Kunyi est régie par le système matrilinéaire et patrilocal.
L'appartenance à un groupe familial se transmet par les femmes et par conséquent l'enfant n'est jamais de la même famille que son père. Pour établir sa lignée, on cite ses mères, on est fils de telle dame, fille de telle dame, et ainsi de suite. 
Toutefois, le commandement du groupe familial appartient à l'homme le plus proche de la mère, c'est-à-dire l'oncle maternel. Une des conséquences fondamentales de cet état de choses est la fraternité totale des cousins germains du côté maternel.
La grande famille maternelle, désignée par les termes de Mukulu Kifumba, est l'ensemble des personnes issues d'un ancêtre commun. L'appartenance de deux individus de sexe différent à une même grande famille entraîne pour ceux-ci un interdit sexuel.
À côté de la grande famille, la coutume en évolution admet une conception familiale plus proche de l’occident dans laquelle le père de famille joue un rôle principal. Mais, même dans le cas de la famille restreinte, le père ne peut jamais intervenir seul dans les actes publics de la vie de l'enfant (mariage, héritage, etc.). Il se trouve toujours dans l'obligation d'en référer à l'oncle maternel.

### Le mariage
En pays Kunyi, le mariage traditionnel est un contrat clanique entre deux familles, dont le but est la procréation, et qui est sanctionné par le consentement individuel des époux.
Au départ, le prétendant offre un petit cadeau, mouchoir de tête ou petite somme d'argent à la jeune fille choisie. Si celle-ci agrée le cadeau, elle accepte en même temps le prétendant. Les parents de ce dernier vont alors voir la famille de la jeune fille et leur font une demande. À la deuxième entrevue, le prétendant et son père apportent du vin et de l'argent qui servent d'introduction et de présentation du prétendant à sa future belle-famille. La somme d'argent remise à cette occasion est appelée Kibanza. Le garçon donne lui-même le Kibanza à sa future qui le remet à son père ; si le père accepte le Kibanza, le mariage est accepté. Entre les deux entrevues, les parents de la fille ont consulté les principaux membres du clan maternel qui doivent donner leur approbation au mariage et vérifier notamment si le prétendant n'appartient pas à un clan ennemi ou dont l'alliance est indésirable.
Après les accordailles viennent les versements d'argent et d'objets divers qui constituent la dot ou Bila. Cette dot, variable suivant la condition de la fille, ou les liens possibles qui unissent déjà les deux familles et aussi suivant la position sociale du prétendant, sera partagée entre le père et la famille maternelle de la fille qui recevront généralement la partie versée en nature. Lorsque la dot fixée par la famille a été totalement versée, la femme accompagnée de son frère rejoint alors le domicile de son mari. Les enfants qui naîtront de cette union appartiendront au clan maternel.

### La propriété individuelle
La propriété individuelle s'exerce pour le chef de la famille restreinte sur tous ses biens meubles et immeubles. Notons cependant qu'à l'intérieur d'un ménage tous les objets et ustensiles qui servent à l'entretien du logis et à la cuisine sont la propriété de la femme.
L'héritage se transmet selon une procédure bien définie.
À la mort du chef de ménage, les femmes gardent le deuil deux mois, puis tous les membres du clan maternel du défunt se réunissent et, pendant une longue veillée, discutent du partage des biens.
Le frère par la même mère ou l'oncle maternel du défunt prennent l'héritage en charge et s'occupent du partage. Des voisins ou des membres d'une famille différente servent de témoins. Le partage est souvent réglé également par le chef de la grande famille. Tout compte dans l'héritage : immeubles, meubles, animaux, vêtements, argent, etc.
Le fils peut avoir droit à quelque chose si son père le lui a donné verbalement avant de mourir. Sinon, l'accord de toute la famille est nécessaire pour décider de donner quelque chose aux enfants du défunt. Cette part est rarement importante.
Par ordre d'importance des parts, les héritiers sont : les oncles maternels, les frères, puis les neveux. 
Certaines de ces coutumes n'existent plus à l'état pur, notamment en ce qui concerne l'héritage des veuves et, plus le milieu est urbanisé, donc détribalisé, moins les traditions ont d'emprise sur l'individu, sans toutefois disparaître totalement.      

### La propriété collective
Dans les villages, les grandes familles se scindent pour la vie collective en plusieurs Tsifumu-Mikuna. Le Mukuna (Moukouna en français) est composé des biens transmis par les ancêtres et appartenant à tous les individus qui cultivent, chassent et pêchent sur un même terrain. Il consiste en terres, forêts, rivières, palmeraie, étangs etc., et comprend également tous les droits y afférents, droit de pêche, de chasse, de passage, de récolte, de chasse, de passage, de récolte, de cueillette, d'exploitation, etc.
Le chef du Mukuna est appelé Mfumu-Mukuna, c’est, en général, le personnage le plus âgé du groupe ou le plus influent.
Le chef commande et partage les produits du  Mukuna entre ses membres. Il est le dépositaire de la propriété collective dont les membres du Mukuna ne sont que les usufruitiers.
Les biens du Mukuna sont gérés par le chef du Mukuna qui en prélève sa part, mais en redistribue aussi les produits aux membres. Ainsi, pour les produits de la chasse ou de la pêche, si le droit est exercé par un membre du Mukuna, une très petite part sera réservée au Mfumu-Mukuna. Mais si ce droit a été accordé à un étranger, après accord des principaux membres, la moitié du produit de la pêche ou de la chasse revient au chef et aux principaux membres du Mukuna. 
Le droit d'abattage en forêt est soumis à autorisation préalable du conseil du Mukuna mais est gratuit. Il en est de même pour les droits de passage.
Pour la récolte du vin de palme, le partage se fait sur la base de trois jours d'exploitation pour l'exploitant, trois jours pour le chef (Nsona).
Les amandes et l'huile sont la propriété exclusive des membres du Mukuna. 
Le  Mfumu-Mukuna ne s'occupe pas des cultures, toutefois son accord est préalable à tout permis d'occuper la terre. Ce permis est refusé aux gens qui ne sont pas de la famille ou alliés à la famille.
Pour les autres, après le débroussaillage qui constitue une semi-appropriation, le chef donne son accord après consultation des membres du Mukuna. Cette condition préalable d'alliance est également exigée pour s'installer dans un village situé sur les terres du Mukuna.

## Kikunyi
La langue Kugni (ou Kunyi) a aujourd'hui des tonalités parfois différentes selon qu'on est à Loudima ou à Kibangou.
Exemple d'un dialogue ordinaire :
| Kikugni ou Kikunyi          | Traduction française          |
| --------------------------- | ----------------------------- |
| Bueke                       | Bonjour                       |
| Bueke ! Wa simbuka ?        | Bonjour ! Comment vas-tu ?    |
| Hé, na ngeye ?              | Oui, je vais bien, et toi ?   |
| Ko, ka na ba bubote         | Non, je ne vais pas bien.     |
| Nkumbuami Ngoma             | Je m'appelle Ngoma.           |
| Kuni U tsakala ?            | Où habites-tu ?               |
| Ku Kinzambi                 | À Kinzambi.                   |
| Nga mènè e                  | À demain                      |
| guié na woloko ?            | As-tu une montre ?            |
| Kiélobi kiaka ?             | Quelle heure est-il ?         |
| Nzambi ka nu sakumuna       | Que Dieu vous bénisse         |
| Dine di bunda kuni difuma ? | D'où vient le nom de bounda ? |

## Le Pays Diangala
Principales villes
| # | Ville       | Région  | Population |
| 1 | Loubomo     | Niari   | 80 000     |
| 2 | Nkayi       | Bouenza | 60 000     |
| 3 | Loudima     | Bouenza | 18 000     |
| 4 | Makabana    | Niari   | 8 690      |
| 5 | Kibangou    | Niari   | 8 300      |
| 6 | Louvakou    | Niari   | 5 650      |
| 7 | Mongo-Mbélo | Bouenza | 5 200      |
| 8 | Mouindi     | Niari   | 3 400      |

Les Bakugni sont nombreux dans la ville de Pointe-Noire (Nzinzi en Kikugni), à Nkayi (ville-carrefour des Kunyi, Kamba et Bémbé) et à Brazzaville (Ta-Ndala en Kikugni).